# Псалом 3
Псалом 3 — третій псалом Книги псалмів. Це особиста подяка Богові, який відповів на молитву страждаючої душі. Псалом 3 приписується Давидові, зокрема, коли він тікав від сина Авесалома. Давид, покинутий своїми підданими, висміяний Шімеєм, переслідуваний своїм невдячним сином за його корону і життя, звертається до свого Бога, благає його і визнає свою віру. Історія про Авесалома міститься у Другій книзі Самуїла, глави 13–18.

## Текст
| Вірш | Гебрейська мова                                                 | Давньогрецька мова (Септуаґінта)                                                                                         | Латинська мова (Вульгата)                                                              | Українська мова (Переклад Хоменка)                                                                   |
| ---- | --------------------------------------------------------------- | --- | -------------------------------------------------------------------------------------- | --- |
| 1    | מִזְמוֹר לְדָוִד: בְּבָרְחוֹ, מִפְּנֵי אַבְשָׁלוֹם בְּנוֹ                              | Ψαλμὸς τῷ Δαυιδ, ὁπότε ἀπεδίδρασκεν ἀπὸ προσώπου Αβεσσαλωμ τοῦ υἱοῦ αὐτοῦ.                                               | [Psalmus David cum fugeret a facie Abessalon filii sui]                                | Псалом Давида, коли він утікав від свого сина Авесалома.                                             |
| 2    | יְהוָה, מָה-רַבּוּ צָרָי; רַבִּים, קָמִים עָלָי                                | Κύριε, τί ἐπληθύνθησαν οἱ θλίβοντές με; πολλοὶ ἐπανίστανται ἐπ᾽ ἐμέ·                                                     | Domine quid multiplicati sunt qui tribulant me multi insurgunt adversum me             | О Господи, як багато моїх ворогів, багато їх повстали проти мене.                                    |
| 3    | רַבִּים, אֹמְרִים לְנַפְשִׁי: אֵין יְשׁוּעָתָה לּוֹ בֵאלֹהִים סֶלָה                     | πολλοὶ λέγουσιν τῇ ψυχῇ μου Οὐκ ἔστιν σωτηρία αὐτῷ ἐν τῷ θεῷ αὐτοῦ. διάψαλμα.                                            | Multi dicunt animae meae non est salus ipsi in Deo eius [diapsalma]                    | Багато тих, що мені кажуть: «Нема йому спасіння в Бозі!»                                             |
| 4    | וְאַתָּה יְהוָה, מָגֵן בַּעֲדִי; כְּבוֹדִי, וּמֵרִים רֹאשִׁי                          | σὺ δέ, κύριε, ἀντιλήμπτωρ μου εἶ, δόξα μου καὶ ὑψῶν τὴν κεφαλήν μου.                                                     | Tu autem Domine susceptor meus es gloria mea et exaltans caput meum                    | Але ти, Господи, щит мій навколо мене, ти моя слава, підносиш голову мою вгору.                      |
| 5    | קוֹלִי, אֶל-יְהוָה אֶקְרָא; וַיַּעֲנֵנִי מֵהַר קָדְשׁוֹ סֶלָה                         | φωνῇ μου πρὸς κύριον ἐκέκραξα, καὶ ἐπήκουσέν μου ἐξ ὄρους ἁγίου αὐτοῦ. διάψαλμα.                                         | Voce mea ad Dominum clamavi et exaudivit me de monte sancto suo [diapsalma]            | Я голосно візвав до Господа, і він вислухав мене з гори святої своєї.                                |
| 6    | אֲנִי שָׁכַבְתִּי, וָאִישָׁנָה; הֱקִיצוֹתִי--כִּי יְהוָה יִסְמְכֵנִי                      | ἐγὼ ἐκοιμήθην καὶ ὕπνωσα· ἐξηγέρθην, ὅτι κύριος ἀντιλήμψεταί μου.                                                        | Ego dormivi et soporatus sum exsurrexi quia Dominus suscipiet me                       | Я ліг собі, й заснув, і пробудився, — бо Господь мене зберігає.                                      |
| 7    | לֹא-אִירָא, מֵרִבְבוֹת עָם-- אֲשֶׁר סָבִיב, שָׁתוּ עָלָי                          | οὐ φοβηθήσομαι ἀπὸ μυριάδων λαοῦ τῶν κύκλῳ συνεπιτιθεμένων μοι.                                                          | Non timebo milia populi circumdantis me exsurge Domine salvum me fac Deus meus         | Я не боюся безлічі людей, що навколо мене обсіли.                                                    |
| 8    | קוּמָה יְהוָה, הוֹשִׁיעֵנִי אֱלֹהַי-- כִּי-הִכִּיתָ אֶת-כָּל-אֹיְבַי לֶחִי;שִׁנֵּי רְשָׁעִים שִׁבַּרְתָּ | ἀνάστα, κύριε, σῶσόν με, ὁ θεός μου, ὅτι σὺ ἐπάταξας πάντας τοὺς ἐχθραίνοντάς μοι ματαίως, ὀδόντας ἁμαρτωλῶν συνέτριψας. | Quoniam tu percussisti omnes adversantes mihi sine causa dentes peccatorum contrivisti | Встань, Господи, спаси мене, мій Боже! По щелепах вдарив ти всіх ворогів моїх, розторощив зуби злих. |
| 9    | לַיהוָה הַיְשׁוּעָה; עַל-עַמְּךָ בִרְכָתֶךָ סֶּלָה                                  | τοῦ κυρίου ἡ σωτηρία, καὶ ἐπὶ τὸν λαόν σου ἡ εὐλογία σου.                                                                | Domini est salus et super populum tuum benedictio tua                                  | У Господа спасіння; на твій народ — твоє благословення.                                              |